# Вајт Сентер (Вашингтон)
Вајт Сентер (енгл. White Center) насељено је место без административног статуса у америчкој савезној држави Вашингтон.

## Демографија
По попису из 2010. године број становника је 13.495, што је 7.48 (-35,7%) становника мање него 2000. године.
| Група             | 2000.          | 2010.         |
| Белци             | 10.785 (51,4%) | 5.341 (39,6%) |
| Афроамериканци    | 1.344 (6,4%)   | 1.220 (9,0%)  |
| Азијати           | 4.424 (21,1%)  | 3.091 (22,9%) |
| Хиспаноамериканци | 2.513 (12,0%)  | 2.906 (21,5%) |
| Укупно            | 20.975         | 13.495        |